# 烏巴拉

烏巴拉是哥倫比亞的城鎮，位於該國中部，由昆迪納馬卡省負責管轄，距離首府波哥大126公里，始建於1846年，面積505平方公里，海拔高度216米，2005年人口11,525。
4°45′N 72°32′W / 4.750°N 72.533°W